# 101-й армійський корпус (Третій Рейх)
CI-й (101-й) армі́йський ко́рпус (нім. CI. Armeekorps) — армійський корпус Вермахту за часів Другої світової війни.

## Історія
CI-й армійський корпус був сформований 9 лютого 1945 у Берліні.

## Райони бойових дій
- Німеччина (лютий — травень 1945).

## Командування

### Командири
- генерал артилерії Вільгельм Берлін (нім. Wilhelm Berlin) (9 лютого — 18 квітня 1945);
- генерал-лейтенант Фрідріх Зікст (нім. Friedrich Sixt) (18 квітня — 8 травня 1945).

## Бойовий склад 101-го армійського корпусу
- 25-та панцергренадерська дивізія (25. Panzer-Grenadier-Division);
- Піхотна дивізія «Доберіц» (Infanterie-Division Döberitz);
- 606-та дивізія особливого призначення (Division z.b.V. 606).

- Піхотна дивізія «Берлін» (Infanterie-Division Berlin);
- Піхотна дивізія «Доберіц»;
- 606-та дивізія особливого призначення.